# De Ingenieur in Nederlandsch-Indië
De Ingenieur in Nederlandsch-Indië was een maandelijks verschijnend tijdschrift over technologische ontwikkelingen en het beleid daaromheen. Het werd in 1934 opgericht als huisorgaan van de groep Nederlandsch-Indië van het Koninklijk Instituut van Ingenieurs (KIVI). 

## Geschiedenis
Het tijdschrift is de opvolger van de tijdschriften De Mijningenieur en De Waterstaats-Ingenieur, beide uitgegeven door de verenigingen van ingenieurs in Nederlandsch Indië. Deze beide waren opvolgers van Tijdschrift van het Koninklijk Instituut van Ingenieurs. Afdeeling Nederlandsch-Indië, wat uitgegeven is in de periode 1875-1914. Het tijdschrift is voortgezet als De Ingenieur in Indonesië (1948-1957).

## Inhoud
Naar voorbeeld van de Nederlandse De Ingenieur kende ook dit tijdschrift afdelingen:   I Algemeen, Bouwkunde, III Elektrotechniek en werktuigbouw, IV Mijnbouw en Geologie, V Verkeerswezen, VI  Waterbouwkunde. Ieder nummer bevatte zo'n 80 blz. 
De oude nummers zijn inmiddels gedigitaliseerd door het project Colonial Architecture. Helaas is de website van dit project niet meer toegankelijk, maar opgenomen in de digitale collectie van de bibliotheek van de universiteit van Leiden.  Een lijst van de waterbouwkundige artikelen is beschikbaar via het Trésor der Hollandsche Waterbouw.
in het tijdschrift zijn veel artikelen gepubliceerd die ook buiten Nederlands-Indië relevant waren, zoals de artikelen over mechanica van prof. Ir. Cornelis Gijsbert Jan Vreedenburgh. Hij is ook enige tijd hoofdredacteur geweest.  

#### opmerking
Van een aantal waterbouwkundige ingenieurs die in Nederlands-Indië werkzaam geweest is een Wikipedia lemma, zie voor een overzicht hiervan de categorie: Waterbouwkundige in Nederlands-Indië hieronder.